# Mohamed Tayeb
Mohamed Abdelkader Tayeb (en arabe : محمد عبد القادر الطيب) surnommé Gaucher (né le 27 juin 1940 à Mascara en Algérie française, mort le 20 mai 2017 à Mostaganem en Algérie) est un joueur de football algérien, qui évoluait au poste de milieu de terrain et d'attaquant.

## Biographie
Mohamed Tayeb commence sa carrière dans le club amateur de l'Arago Orléans. Il découvre ensuite le monde professionnel en signant aux Girondins de Bordeaux. Il joue ensuite avec l'AS Cherbourg, avant de terminer sa carrière au Stade de Reims.
Il dispute sept matchs en Division 1, inscrivant un but, et 74 matchs en Division 2, marquant deux buts. Il joue un match en Coupe des villes de foires avec les Girondins de Bordeaux.

## Palmarès

### En tant qu'entraîneur
WA Tlemcen (1)
- Ligue 2 (1)
  - Champion en 1971.